# Pseudaega melanica
Pseudaega melanica är en kräftdjursart som beskrevs av Jansen 1978. Pseudaega melanica ingår i släktet Pseudaega och familjen Cirolanidae.
Artens utbredningsområde är havet kring Nya Zeeland. Inga underarter finns listade i Catalogue of Life.